# Valeur relative des pièces d'échecs

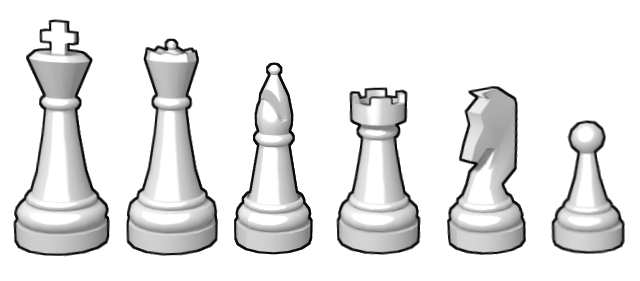
Les pièces aux échecs (en blanc).

La valeur relative aux échecs est une valeur conventionnellement attribuée aux pièces d'échecs pour faciliter l'évaluation d'une position.
Elle est principalement utilisée à titre indicatif et est surtout utilisée dans les ouvrages didactiques ; en effet, la valeur réelle des pièces dépend de la position et varie au cours de la partie.

## Barème général
L'unité généralement utilisée est le pion. On compare les forces des blancs et des noirs en additionnant pour chacun des camps la valeur des pièces disponibles selon un barème prédéfini.
Les valeurs les plus couramment retenues sont les suivantes :
| pion | cavalier | fou | tour | dame |
| 1    | 3        | 3   | 5    | 9    |

## Barèmes alternatifs
Des valeurs légèrement différentes ont aussi été proposées, notamment pour prendre en compte la supériorité du fou sur le cavalier. Ainsi, Hans Berliner, ancien champion du monde d'échecs par correspondance qui a participé à la programmation de l'ordinateur HiTech, a avancé les valeurs suivantes :
| pion | cavalier | fou  | tour | dame |
| 1    | 3,2      | 3,33 | 5,1  | 8,8  |

Hans Berliner indique que ces valeurs approchées ont le mérite de clarifier quels échanges de pièces sont favorables ou défavorables. Ainsi :
- une dame vaut bien moins que trois pièces mineures (fou ou cavalier), ce que n'indique pas la valorisation standard (dame = 9; fou = cavalier = 3);
- une dame et un pion valent moins que deux tours;
- le possesseur d'une tour et d'un fou souffre seulement d'un léger désavantage par rapport à un adversaire qui posséderait une dame en échange.

## Valeurs variables
Certains auteurs ont également proposé des valeurs variables pour chaque pièce selon que la position à évaluer était une ouverture, un milieu de jeu ou une finale. Par exemple, il est généralement considéré qu'un cavalier perd un peu de sa valeur à chaque fois que l'échiquier se vide de combattants (il est jugé plus fort en début de partie), alors qu'un fou gagne au contraire de la valeur chaque fois que s'ouvrent des diagonales (par les échanges) qui lui permettent d'aller et de venir.
|   | a | b | c | d | e | f | g | h |   |
| 8 | Pion noir sur case blanche g6 · Pion noir sur case blanche f5 · Pion noir sur case blanche e4 · Pion blanc sur case noire f4 · Pion noir sur case blanche d3 · Pion blanc sur case noire e3 · Pion blanc sur case noire d2 · Fou blanc sur case blanche g2 | Pion noir sur case blanche g6 · Pion noir sur case blanche f5 · Pion noir sur case blanche e4 · Pion blanc sur case noire f4 · Pion noir sur case blanche d3 · Pion blanc sur case noire e3 · Pion blanc sur case noire d2 · Fou blanc sur case blanche g2 | Pion noir sur case blanche g6 · Pion noir sur case blanche f5 · Pion noir sur case blanche e4 · Pion blanc sur case noire f4 · Pion noir sur case blanche d3 · Pion blanc sur case noire e3 · Pion blanc sur case noire d2 · Fou blanc sur case blanche g2 | Pion noir sur case blanche g6 · Pion noir sur case blanche f5 · Pion noir sur case blanche e4 · Pion blanc sur case noire f4 · Pion noir sur case blanche d3 · Pion blanc sur case noire e3 · Pion blanc sur case noire d2 · Fou blanc sur case blanche g2 | Pion noir sur case blanche g6 · Pion noir sur case blanche f5 · Pion noir sur case blanche e4 · Pion blanc sur case noire f4 · Pion noir sur case blanche d3 · Pion blanc sur case noire e3 · Pion blanc sur case noire d2 · Fou blanc sur case blanche g2 | Pion noir sur case blanche g6 · Pion noir sur case blanche f5 · Pion noir sur case blanche e4 · Pion blanc sur case noire f4 · Pion noir sur case blanche d3 · Pion blanc sur case noire e3 · Pion blanc sur case noire d2 · Fou blanc sur case blanche g2 | Pion noir sur case blanche g6 · Pion noir sur case blanche f5 · Pion noir sur case blanche e4 · Pion blanc sur case noire f4 · Pion noir sur case blanche d3 · Pion blanc sur case noire e3 · Pion blanc sur case noire d2 · Fou blanc sur case blanche g2 | Pion noir sur case blanche g6 · Pion noir sur case blanche f5 · Pion noir sur case blanche e4 · Pion blanc sur case noire f4 · Pion noir sur case blanche d3 · Pion blanc sur case noire e3 · Pion blanc sur case noire d2 · Fou blanc sur case blanche g2 | 8 |
| 7 | Pion noir sur case blanche g6 · Pion noir sur case blanche f5 · Pion noir sur case blanche e4 · Pion blanc sur case noire f4 · Pion noir sur case blanche d3 · Pion blanc sur case noire e3 · Pion blanc sur case noire d2 · Fou blanc sur case blanche g2 | Pion noir sur case blanche g6 · Pion noir sur case blanche f5 · Pion noir sur case blanche e4 · Pion blanc sur case noire f4 · Pion noir sur case blanche d3 · Pion blanc sur case noire e3 · Pion blanc sur case noire d2 · Fou blanc sur case blanche g2 | Pion noir sur case blanche g6 · Pion noir sur case blanche f5 · Pion noir sur case blanche e4 · Pion blanc sur case noire f4 · Pion noir sur case blanche d3 · Pion blanc sur case noire e3 · Pion blanc sur case noire d2 · Fou blanc sur case blanche g2 | Pion noir sur case blanche g6 · Pion noir sur case blanche f5 · Pion noir sur case blanche e4 · Pion blanc sur case noire f4 · Pion noir sur case blanche d3 · Pion blanc sur case noire e3 · Pion blanc sur case noire d2 · Fou blanc sur case blanche g2 | Pion noir sur case blanche g6 · Pion noir sur case blanche f5 · Pion noir sur case blanche e4 · Pion blanc sur case noire f4 · Pion noir sur case blanche d3 · Pion blanc sur case noire e3 · Pion blanc sur case noire d2 · Fou blanc sur case blanche g2 | Pion noir sur case blanche g6 · Pion noir sur case blanche f5 · Pion noir sur case blanche e4 · Pion blanc sur case noire f4 · Pion noir sur case blanche d3 · Pion blanc sur case noire e3 · Pion blanc sur case noire d2 · Fou blanc sur case blanche g2 | Pion noir sur case blanche g6 · Pion noir sur case blanche f5 · Pion noir sur case blanche e4 · Pion blanc sur case noire f4 · Pion noir sur case blanche d3 · Pion blanc sur case noire e3 · Pion blanc sur case noire d2 · Fou blanc sur case blanche g2 | Pion noir sur case blanche g6 · Pion noir sur case blanche f5 · Pion noir sur case blanche e4 · Pion blanc sur case noire f4 · Pion noir sur case blanche d3 · Pion blanc sur case noire e3 · Pion blanc sur case noire d2 · Fou blanc sur case blanche g2 | 7 |
| 6 | Pion noir sur case blanche g6 · Pion noir sur case blanche f5 · Pion noir sur case blanche e4 · Pion blanc sur case noire f4 · Pion noir sur case blanche d3 · Pion blanc sur case noire e3 · Pion blanc sur case noire d2 · Fou blanc sur case blanche g2 | Pion noir sur case blanche g6 · Pion noir sur case blanche f5 · Pion noir sur case blanche e4 · Pion blanc sur case noire f4 · Pion noir sur case blanche d3 · Pion blanc sur case noire e3 · Pion blanc sur case noire d2 · Fou blanc sur case blanche g2 | Pion noir sur case blanche g6 · Pion noir sur case blanche f5 · Pion noir sur case blanche e4 · Pion blanc sur case noire f4 · Pion noir sur case blanche d3 · Pion blanc sur case noire e3 · Pion blanc sur case noire d2 · Fou blanc sur case blanche g2 | Pion noir sur case blanche g6 · Pion noir sur case blanche f5 · Pion noir sur case blanche e4 · Pion blanc sur case noire f4 · Pion noir sur case blanche d3 · Pion blanc sur case noire e3 · Pion blanc sur case noire d2 · Fou blanc sur case blanche g2 | Pion noir sur case blanche g6 · Pion noir sur case blanche f5 · Pion noir sur case blanche e4 · Pion blanc sur case noire f4 · Pion noir sur case blanche d3 · Pion blanc sur case noire e3 · Pion blanc sur case noire d2 · Fou blanc sur case blanche g2 | Pion noir sur case blanche g6 · Pion noir sur case blanche f5 · Pion noir sur case blanche e4 · Pion blanc sur case noire f4 · Pion noir sur case blanche d3 · Pion blanc sur case noire e3 · Pion blanc sur case noire d2 · Fou blanc sur case blanche g2 | Pion noir sur case blanche g6 · Pion noir sur case blanche f5 · Pion noir sur case blanche e4 · Pion blanc sur case noire f4 · Pion noir sur case blanche d3 · Pion blanc sur case noire e3 · Pion blanc sur case noire d2 · Fou blanc sur case blanche g2 | Pion noir sur case blanche g6 · Pion noir sur case blanche f5 · Pion noir sur case blanche e4 · Pion blanc sur case noire f4 · Pion noir sur case blanche d3 · Pion blanc sur case noire e3 · Pion blanc sur case noire d2 · Fou blanc sur case blanche g2 | 6 |
| 5 | Pion noir sur case blanche g6 · Pion noir sur case blanche f5 · Pion noir sur case blanche e4 · Pion blanc sur case noire f4 · Pion noir sur case blanche d3 · Pion blanc sur case noire e3 · Pion blanc sur case noire d2 · Fou blanc sur case blanche g2 | Pion noir sur case blanche g6 · Pion noir sur case blanche f5 · Pion noir sur case blanche e4 · Pion blanc sur case noire f4 · Pion noir sur case blanche d3 · Pion blanc sur case noire e3 · Pion blanc sur case noire d2 · Fou blanc sur case blanche g2 | Pion noir sur case blanche g6 · Pion noir sur case blanche f5 · Pion noir sur case blanche e4 · Pion blanc sur case noire f4 · Pion noir sur case blanche d3 · Pion blanc sur case noire e3 · Pion blanc sur case noire d2 · Fou blanc sur case blanche g2 | Pion noir sur case blanche g6 · Pion noir sur case blanche f5 · Pion noir sur case blanche e4 · Pion blanc sur case noire f4 · Pion noir sur case blanche d3 · Pion blanc sur case noire e3 · Pion blanc sur case noire d2 · Fou blanc sur case blanche g2 | Pion noir sur case blanche g6 · Pion noir sur case blanche f5 · Pion noir sur case blanche e4 · Pion blanc sur case noire f4 · Pion noir sur case blanche d3 · Pion blanc sur case noire e3 · Pion blanc sur case noire d2 · Fou blanc sur case blanche g2 | Pion noir sur case blanche g6 · Pion noir sur case blanche f5 · Pion noir sur case blanche e4 · Pion blanc sur case noire f4 · Pion noir sur case blanche d3 · Pion blanc sur case noire e3 · Pion blanc sur case noire d2 · Fou blanc sur case blanche g2 | Pion noir sur case blanche g6 · Pion noir sur case blanche f5 · Pion noir sur case blanche e4 · Pion blanc sur case noire f4 · Pion noir sur case blanche d3 · Pion blanc sur case noire e3 · Pion blanc sur case noire d2 · Fou blanc sur case blanche g2 | Pion noir sur case blanche g6 · Pion noir sur case blanche f5 · Pion noir sur case blanche e4 · Pion blanc sur case noire f4 · Pion noir sur case blanche d3 · Pion blanc sur case noire e3 · Pion blanc sur case noire d2 · Fou blanc sur case blanche g2 | 5 |
| 4 | Pion noir sur case blanche g6 · Pion noir sur case blanche f5 · Pion noir sur case blanche e4 · Pion blanc sur case noire f4 · Pion noir sur case blanche d3 · Pion blanc sur case noire e3 · Pion blanc sur case noire d2 · Fou blanc sur case blanche g2 | Pion noir sur case blanche g6 · Pion noir sur case blanche f5 · Pion noir sur case blanche e4 · Pion blanc sur case noire f4 · Pion noir sur case blanche d3 · Pion blanc sur case noire e3 · Pion blanc sur case noire d2 · Fou blanc sur case blanche g2 | Pion noir sur case blanche g6 · Pion noir sur case blanche f5 · Pion noir sur case blanche e4 · Pion blanc sur case noire f4 · Pion noir sur case blanche d3 · Pion blanc sur case noire e3 · Pion blanc sur case noire d2 · Fou blanc sur case blanche g2 | Pion noir sur case blanche g6 · Pion noir sur case blanche f5 · Pion noir sur case blanche e4 · Pion blanc sur case noire f4 · Pion noir sur case blanche d3 · Pion blanc sur case noire e3 · Pion blanc sur case noire d2 · Fou blanc sur case blanche g2 | Pion noir sur case blanche g6 · Pion noir sur case blanche f5 · Pion noir sur case blanche e4 · Pion blanc sur case noire f4 · Pion noir sur case blanche d3 · Pion blanc sur case noire e3 · Pion blanc sur case noire d2 · Fou blanc sur case blanche g2 | Pion noir sur case blanche g6 · Pion noir sur case blanche f5 · Pion noir sur case blanche e4 · Pion blanc sur case noire f4 · Pion noir sur case blanche d3 · Pion blanc sur case noire e3 · Pion blanc sur case noire d2 · Fou blanc sur case blanche g2 | Pion noir sur case blanche g6 · Pion noir sur case blanche f5 · Pion noir sur case blanche e4 · Pion blanc sur case noire f4 · Pion noir sur case blanche d3 · Pion blanc sur case noire e3 · Pion blanc sur case noire d2 · Fou blanc sur case blanche g2 | Pion noir sur case blanche g6 · Pion noir sur case blanche f5 · Pion noir sur case blanche e4 · Pion blanc sur case noire f4 · Pion noir sur case blanche d3 · Pion blanc sur case noire e3 · Pion blanc sur case noire d2 · Fou blanc sur case blanche g2 | 4 |
| 3 | Pion noir sur case blanche g6 · Pion noir sur case blanche f5 · Pion noir sur case blanche e4 · Pion blanc sur case noire f4 · Pion noir sur case blanche d3 · Pion blanc sur case noire e3 · Pion blanc sur case noire d2 · Fou blanc sur case blanche g2 | Pion noir sur case blanche g6 · Pion noir sur case blanche f5 · Pion noir sur case blanche e4 · Pion blanc sur case noire f4 · Pion noir sur case blanche d3 · Pion blanc sur case noire e3 · Pion blanc sur case noire d2 · Fou blanc sur case blanche g2 | Pion noir sur case blanche g6 · Pion noir sur case blanche f5 · Pion noir sur case blanche e4 · Pion blanc sur case noire f4 · Pion noir sur case blanche d3 · Pion blanc sur case noire e3 · Pion blanc sur case noire d2 · Fou blanc sur case blanche g2 | Pion noir sur case blanche g6 · Pion noir sur case blanche f5 · Pion noir sur case blanche e4 · Pion blanc sur case noire f4 · Pion noir sur case blanche d3 · Pion blanc sur case noire e3 · Pion blanc sur case noire d2 · Fou blanc sur case blanche g2 | Pion noir sur case blanche g6 · Pion noir sur case blanche f5 · Pion noir sur case blanche e4 · Pion blanc sur case noire f4 · Pion noir sur case blanche d3 · Pion blanc sur case noire e3 · Pion blanc sur case noire d2 · Fou blanc sur case blanche g2 | Pion noir sur case blanche g6 · Pion noir sur case blanche f5 · Pion noir sur case blanche e4 · Pion blanc sur case noire f4 · Pion noir sur case blanche d3 · Pion blanc sur case noire e3 · Pion blanc sur case noire d2 · Fou blanc sur case blanche g2 | Pion noir sur case blanche g6 · Pion noir sur case blanche f5 · Pion noir sur case blanche e4 · Pion blanc sur case noire f4 · Pion noir sur case blanche d3 · Pion blanc sur case noire e3 · Pion blanc sur case noire d2 · Fou blanc sur case blanche g2 | Pion noir sur case blanche g6 · Pion noir sur case blanche f5 · Pion noir sur case blanche e4 · Pion blanc sur case noire f4 · Pion noir sur case blanche d3 · Pion blanc sur case noire e3 · Pion blanc sur case noire d2 · Fou blanc sur case blanche g2 | 3 |
| 2 | Pion noir sur case blanche g6 · Pion noir sur case blanche f5 · Pion noir sur case blanche e4 · Pion blanc sur case noire f4 · Pion noir sur case blanche d3 · Pion blanc sur case noire e3 · Pion blanc sur case noire d2 · Fou blanc sur case blanche g2 | Pion noir sur case blanche g6 · Pion noir sur case blanche f5 · Pion noir sur case blanche e4 · Pion blanc sur case noire f4 · Pion noir sur case blanche d3 · Pion blanc sur case noire e3 · Pion blanc sur case noire d2 · Fou blanc sur case blanche g2 | Pion noir sur case blanche g6 · Pion noir sur case blanche f5 · Pion noir sur case blanche e4 · Pion blanc sur case noire f4 · Pion noir sur case blanche d3 · Pion blanc sur case noire e3 · Pion blanc sur case noire d2 · Fou blanc sur case blanche g2 | Pion noir sur case blanche g6 · Pion noir sur case blanche f5 · Pion noir sur case blanche e4 · Pion blanc sur case noire f4 · Pion noir sur case blanche d3 · Pion blanc sur case noire e3 · Pion blanc sur case noire d2 · Fou blanc sur case blanche g2 | Pion noir sur case blanche g6 · Pion noir sur case blanche f5 · Pion noir sur case blanche e4 · Pion blanc sur case noire f4 · Pion noir sur case blanche d3 · Pion blanc sur case noire e3 · Pion blanc sur case noire d2 · Fou blanc sur case blanche g2 | Pion noir sur case blanche g6 · Pion noir sur case blanche f5 · Pion noir sur case blanche e4 · Pion blanc sur case noire f4 · Pion noir sur case blanche d3 · Pion blanc sur case noire e3 · Pion blanc sur case noire d2 · Fou blanc sur case blanche g2 | Pion noir sur case blanche g6 · Pion noir sur case blanche f5 · Pion noir sur case blanche e4 · Pion blanc sur case noire f4 · Pion noir sur case blanche d3 · Pion blanc sur case noire e3 · Pion blanc sur case noire d2 · Fou blanc sur case blanche g2 | Pion noir sur case blanche g6 · Pion noir sur case blanche f5 · Pion noir sur case blanche e4 · Pion blanc sur case noire f4 · Pion noir sur case blanche d3 · Pion blanc sur case noire e3 · Pion blanc sur case noire d2 · Fou blanc sur case blanche g2 | 2 |
| 1 | Pion noir sur case blanche g6 · Pion noir sur case blanche f5 · Pion noir sur case blanche e4 · Pion blanc sur case noire f4 · Pion noir sur case blanche d3 · Pion blanc sur case noire e3 · Pion blanc sur case noire d2 · Fou blanc sur case blanche g2 | Pion noir sur case blanche g6 · Pion noir sur case blanche f5 · Pion noir sur case blanche e4 · Pion blanc sur case noire f4 · Pion noir sur case blanche d3 · Pion blanc sur case noire e3 · Pion blanc sur case noire d2 · Fou blanc sur case blanche g2 | Pion noir sur case blanche g6 · Pion noir sur case blanche f5 · Pion noir sur case blanche e4 · Pion blanc sur case noire f4 · Pion noir sur case blanche d3 · Pion blanc sur case noire e3 · Pion blanc sur case noire d2 · Fou blanc sur case blanche g2 | Pion noir sur case blanche g6 · Pion noir sur case blanche f5 · Pion noir sur case blanche e4 · Pion blanc sur case noire f4 · Pion noir sur case blanche d3 · Pion blanc sur case noire e3 · Pion blanc sur case noire d2 · Fou blanc sur case blanche g2 | Pion noir sur case blanche g6 · Pion noir sur case blanche f5 · Pion noir sur case blanche e4 · Pion blanc sur case noire f4 · Pion noir sur case blanche d3 · Pion blanc sur case noire e3 · Pion blanc sur case noire d2 · Fou blanc sur case blanche g2 | Pion noir sur case blanche g6 · Pion noir sur case blanche f5 · Pion noir sur case blanche e4 · Pion blanc sur case noire f4 · Pion noir sur case blanche d3 · Pion blanc sur case noire e3 · Pion blanc sur case noire d2 · Fou blanc sur case blanche g2 | Pion noir sur case blanche g6 · Pion noir sur case blanche f5 · Pion noir sur case blanche e4 · Pion blanc sur case noire f4 · Pion noir sur case blanche d3 · Pion blanc sur case noire e3 · Pion blanc sur case noire d2 · Fou blanc sur case blanche g2 | Pion noir sur case blanche g6 · Pion noir sur case blanche f5 · Pion noir sur case blanche e4 · Pion blanc sur case noire f4 · Pion noir sur case blanche d3 · Pion blanc sur case noire e3 · Pion blanc sur case noire d2 · Fou blanc sur case blanche g2 | 1 |
|   | a | b | c | d | e | f | g | h |   |

Dans un livre où il a tenté de préciser quels sont les facteurs qui donnent leur valeur à chaque pièce, Dan Heisman a écrit qu'une pièce n'a pas de valeur matérielle intrinsèque intangible. Au contraire, la valeur relative des pièces n'arrête pas de changer au cours de la partie, et selon lui, la mobilité des pièces est le principal facteur déterminant ces changements de valeurs. Il donne comme exemple le mauvais fou blanc du diagramme ci-contre qui, immobilisé par les pions adverses, a une valeur relative proche de un.

## Tentative de synthèse
La valeur relative des pièces dépend selon Dan Heisman de tous les éléments « réels » d'évaluation positionnelle qu'il a isolés dans son livre (mobilité, flexibilité, vulnérabilité, contrôle du centre, coordination, gain ou perte de temps, vitesse de déplacement) mais il ajoute que certains de ces éléments comptent peu en regard de la mobilité. Il distingue dans son livre ces éléments « réels » d'évaluation positionnelle de ce qu'il appelle « pseudo-éléments » (d'évaluation positionnelle), parmi lesquels il cite le matériel (comme on l'a vu, un concept qui, d'après lui, a une forte corrélation avec la mobilité), l'espace, la sécurité du roi et le développement. Selon lui, ces « pseudo-éléments » sont trop vagues pour porter un jugement éclairé sur une position.
La coordination des pièces semble un élément déterminant. Dans son manuel du jeu d'échecs, Emanuel Lasker aurait déclaré : « À côté de la valeur séparée des pièces, il existe une valeur d'action conjuguée qui est très remarquable aux échecs. Ainsi, dans l'action conjuguée des pièces prévaut la force d'une mutuelle complémentarité, et non le doublement de deux actions distinctes ». Emanuel Lasker cite comme exemple la paire de fous.